# Periphyllopsis braueri
Periphyllopsis braueri är en manetart som beskrevs av Ernst Vanhöffen 1902. Periphyllopsis braueri ingår i släktet Periphyllopsis och familjen Periphyllidae. Inga underarter finns listade i Catalogue of Life.